# Acleris imitatrix
Acleris imitatrix (лат.) — вид бабочек из семейства листовёрток. Распространён в центральном Китае. Бабочек можно наблюдать в мае. Размах крыльев 16 мм. Передние крылья с буроватой бахромой; голова кремово-жёлтая.